# Keetia rwandensis
Keetia rwandensis är en måreväxtart som beskrevs av Diane Mary Bridson. Keetia rwandensis ingår i släktet Keetia och familjen måreväxter. Inga underarter finns listade i Catalogue of Life.